# Vert (Yvelines)
Vert – miejscowość i gmina we Francji, w regionie Île-de-France, w departamencie Yvelines.
Według danych na rok 1990 gminę zamieszkiwało 768 osób, a gęstość zaludnienia wynosiła 209 osób/km² (wśród 1287 gmin regionu Île-de-France Vert plasuje się na 695. miejscu pod względem liczby ludności, natomiast pod względem powierzchni na miejscu 774.).